# Капела Светог великомученика Георгија у селу Доње Жапско
Капела Светог великомученика Георгија у Доњем Жапском, насељеном месту на територији Града Врања, православни је храм који припада Епархији врањској Српске православне цркве, посвећен Светом великомученику Георгију.